# برونو رودزيك
برونو رودزيك (بالفرنسية: Bruno Rodzik)‏، من مواليد 29 مايو 1935، وتوفي في 12 ابريل 1998، لاعب كرة قدم فرنسي سابق.
لعب مع نادي ريمز منذ عام 1957 وحتى عام 1964، وشارك معهم في 197 مباراة وسجل 3 أهداف، وفي عام 1964 انتقل إلى نادي نيس، ولعب معهم حتى عام 1968، وشارك معهم في 91 مباراة.
لعب مع منتخب فرنسا لكرة القدم بين عامي 1960 و1963، وشارك معهم في 21 مباراة.

## وصلات خارجية
- برونو رودزيك على موقع قاعدة بيانات كرة القدم.إي يو (الإنجليزية)
- برونو رودزيك على موقع ليكيب (الفرنسية)
- برونو رودزيك على موقع ناشيونال فوتبول تيمز (الإنجليزية)
- برونو رودزيك على موقع عالم كرة القدم.نت (الإنجليزية)